# Grb Burkine Faso
Grb Burkine Faso sastoji se od štita sa zastavom Burkine Faso kojeg pridržavaju dva bijela pastuha. Iznad štita nalazi se traka s imenom države, dok je ispod državno geslo Unité, Progrès, Justice (Jedinstvo, napredak, pravda). Grb je sličan prijašnjem grbu Gornje Volte.

## Prijašnji grb
U vrijeme revolucije grb se sastojao od motike i Kalašnjikova AK-47 s geslom La Patrie ou la Mort, nous vaincrons (Domovina ili smrt, pobijedit ćemo). 